# Astragalus holmgreniorum
Astragalus holmgreniorum es una especie de planta del género Astragalus, de la familia de las leguminosas, orden Fabales.

## Distribución
Astragalus holmgreniorum se distribuye por Estados Unidos (Arizona y Utah).

## Taxonomía
Fue descrita científicamente por R. C. Barneby. Fue publicada en Brittonia 32: 24 (-25), fig (1980).